# Kanton Le Mayet-de-Montagne
Le Mayet-de-Montagne is een voormalig kanton van het Franse departement Allier. Het kanton maakte deel uit van het arrondissement Vichy.  
Het werd opgeheven bij decreet van 27 februari 2014, met uitwerking op 22 maart 2015. Alle gemeenten werden toegevoegd aan het kanton Lapalisse.

## Gemeenten
Het kanton Le Mayet-de-Montagne omvatte de volgende gemeenten:
- Arronnes
- La Chabanne
- Châtel-Montagne
- Ferrières-sur-Sichon
- La Guillermie
- Laprugne
- Lavoine
- Le Mayet-de-Montagne (hoofdplaats)
- Nizerolles
- Saint-Clément
- Saint-Nicolas-des-Biefs